# Irene López Heredia
Pour les articles homonymes, voir López et Heredia.
Irene López Heredia, née à Mazarrón, dans la région de Murcie, en 1894 et morte le 10 octobre 1962 à Madrid, est une actrice espagnole. 

## Biographie
Formée artistiquement dans l'ombre de María Guerrero, elle est considérée comme l'une des grandes dames de la scène espagnole d'avant-guerre.  
Elle joue au théâtre les plus grands auteurs : Oscar Wilde, George Bernard Shaw, Jacinto Benavente, Ramón María del Valle-Inclán, Jean Cocteau et Luigi Pirandello et se fait notamment remarquer dans Hedda Gabler, de Henrik Ibsen.
En 1929, elle collabore avec le metteur en scène Cipriano Rivas Cherif et l'artiste surréaliste Victorina Durán fera quelques-uns de ces costumes.
Plus discrète au cinéma, elle fait une dernière apparition en 1958 dans Coup de foudre de Franco Rossi.
Elle décède à Madrid en 1962.